# Ro-54
Ro-54 — підводний човен Імперського флоту Японії.
Корабель, який спорудили у 1921 році на корабельні компанії Mitsubishi в Кобе, належать до підтипу L2 (він же тип Ro-53) типу L.
З 1 грудня 1921-го Ro-54 належав до 4-ї дивізії підводних човнів зі складу військово-морського округу Йокосука, в якій пройшла вся його служба.
15 грудня 1938-го корабель вивели до резерву четвертої категорії. 1 квітня 1940-го Ro-54 виключили зі списків ВМФ та перекласифікували на плавзасіб Haisen No. 12.